# Jérémy Choplin
Jérémy Choplin (Le Mans, 9 febbraio 1985) è un calciatore francese, difensore o centrocampista dell'Afa.

## Carriera
Ha giocato in massima serie con Le Mans e Bastia.

## Palmarès

### Club

#### Competizioni nazionali
- Championnat National: 1

Bastia: 2010-2011
- Ligue 2: 2

Bastia: 2011-2012
Metz: 2013-2014